# Toshio Abe
Toshio Abe (阿部 俊雄) (Ehime, Japón, 27 de abril de 1896-Mar de Japón, 29 de noviembre de 1944) fue un oficial de la Armada Imperial Japonesa durante la Segunda Guerra Mundial.

## Reseña biográfica
Toshio Abe nació en Ehime, Japón, en 1896, se unió a la Armada Imperial Japonesa, era hermano menor del contralmirante Hiroaki Abe.  Fue comandante de la 10a. flotilla de destructores al comienzo del Frente del Pacífico.
Durante la Batalla de Midway fue oficial de puente del almirante Tamon Yamaguchi, comandante a bordo del Hiryu y fue quien desembarcó el retrato del emperador retirándolo de ese malogrado portaviones antes de hundirse con su comandante y su capitán Kaku Tomeo, el 4 de junio de 1942.
El 19 de noviembre de 1944, Abe fue oficializado como comandante del nuevo y aún incompleto  Portaviones Shinano. Recibió órdenes de trasladar desde Yokosuka a Kure el gigantesco navío zarpando el 28 de noviembre a las 13:30 horas con personal de los astilleros aun en trabajos de alistamientos. La ruta que originalmente debía seguir era bordeando la línea costera hasta alcanzar el Canal de Bungo. 
Al momento de zarpar, el Shinano transportaba a 2.515 hombres siendo 1.000 de ellos obreros del arsenal, solo tenía operativa 8 de sus 12 calderas operativas, sus sistemas de contra inundación aun no estaban completos ni su sistema antitorpedos. Abe estaba informado de la existencia de submarinos enemigos en su ruta y fue acompañado de tres destructores de escolta.  La ruta elegida fue salir hacia mar abierto en vez de bordear la línea costera, navegar hasta traspasar la pequeña isla de Zeni-su y doblar en 90° acercándose paulatinamente a la costa en dirección a dicho canal navegando en zig zag con su formación hacia Kure.
Fue señalado por contacto de radar en la atardecida del 28 de noviembre a las 19:15 horas y perseguido por el submarino USS Archerfish (SS-311) frente a la isla Inamba. A las 3:17 horas del 29 de noviembre, el Shinano fue impactado por 4 de los 6 torpedos lanzados por el submarino americano.
Abe pensó erróneamente que el sistema contra torpedos y contra inundación funcionaba cuando en realidad aun no estaba completado y ordenó mantener ruta y velocidad, entonces el navío comenzó a inundarse con rapidez, y escorar lentamente mientras amanecía. Abe intentó entonces cambiar rumbo para encallarlo en la costa, sin embargo la inundación era grave y a eso de las 6 de la mañana ya alcanzaba los 20°. A las 10 de la mañana Abe ordenó el traslado del retrato del emperador a sus escoltas y abandono del buque cuando estaba a 174 km de Omizake (Omae-zaki).

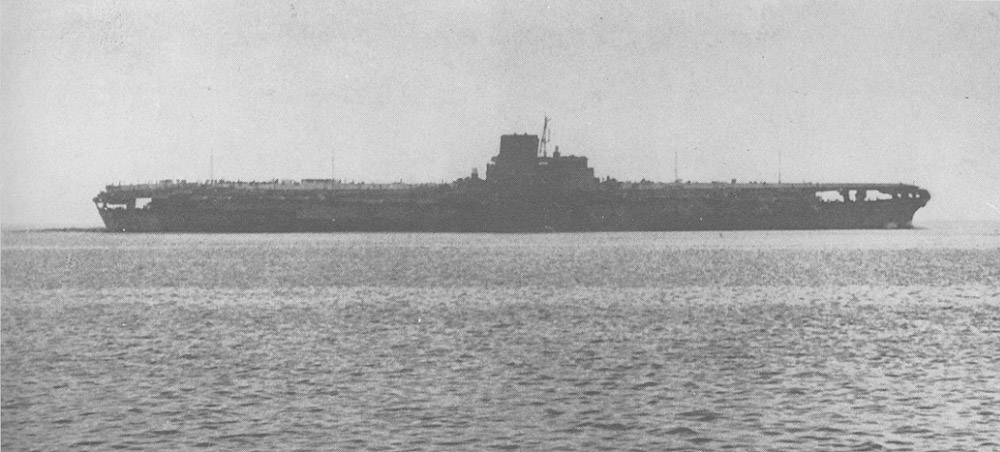
El Shinano fotografiado el 11 de noviembre de 1944 durante sus ensayos en la Bahía de Tokio.

El Shinano finalmente se volcó sobre sí mismo y se hundió de popa a las 11 de la mañana llevándose a 1435 hombres entre civiles y marinos, Abe se encerró en la timonera junto a un alférez de apellido Yazuda y se hundió con el navío a más de 4.000 m de profundidad, solo se salvaron 1.080 hombres.